# 七零二武隆盲步甲
七零二武隆盲步甲（学名：Wulongius qilinger）一种于中国重庆市武隆喀斯特地区的芙蓉洞洞穴系统的纤口洞中发现的洞穴步甲，也是目前布甲科（步行虫科）行步甲族武隆盲步甲中唯一的一种。种加词源自中国知名的洞穴探险团队－广西702洞穴探险队的队名。

## 特征
七零二武隆盲步甲身体和附肢特别修长，体态优美；触角长度超过体长；眼睛退化；体表无色素。